# Estero Marga Marga
El estero Marga Marga es un curso de agua que forma parte de un humedal costero en la cuenca hidrográfica del Estero de Viña.: 323 . Está ubicado en la comuna de Viña del Mar y provincia de Valparaíso, dentro de la Región de Valparaíso, Chile. Se reconoce como un curso limnéntico.
Nace al sur del estero de Quilpué, se origina en la zona de Colliguay, el que su vez nace en la Cordillera de la Costa, por la confluencia de una serie de cursos de agua que surgen de los macizos de la cordillera. 
Se considera un humedal costero debido a que es un ecosistema que se alimenta en mayor o menor medida del agua marina a través de los flujos de agua de carácter subterráneo en donde se componen áreas de recarga o descarga de acuíferos.Esta recarga o descarga puede ocurrir de manera directa (mareas) o indirecta (flujos subterráneos).
El nombre oficial dado por el Instituto Geográfico Militar de Chile y también por Hans Niemeyer al curso de agua que confluye con el estero Quilpué es Marga Marga (sin guion). A partir de la confluencia se le llama estero de Viña del Mar. Sin embargo, hoy se conoce popularmente como Marga-Marga al estero que atraviesa Viña del Mar.

## Trayecto
Nace en la cordillera de la Costa, en las laderas de la Reserva nacional Lago Peñuelas, en el sector de la Cuesta de la “M” (camino a Colliguay) y sus aguas corren directo hacia el mar, pasando cerca de Quilpué y, Villa Alemana y, atravesando la ciudad de Viña del Mar antes de desembocar en el océano Pacífico. 
La subcuenca del Marga-Marga presenta una superficie de 10,41 (Ha).

## Caudal y régimen
El estero no tiene estaciones fluviométricas, aunque se ha estimado su caudal transponiendo las características de otras cuencas semejantes.: 5 
La cuenca del estero no tiene cimas nevadas ni glaciares, por lo que se puede suponer que su régimen es netamente pluvial, dependiente de las lluvias, como lo muestra el siguiente diagrama.

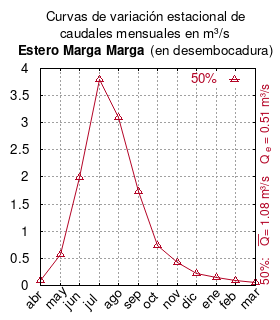
Curva de variación estacional del estero Marga Marga para la probabilidad de excedencia del 50%.

La curva de color rojo ocre (con {\displaystyle {\color {Red}\vartriangle }}) muestra los caudales mensuales con probabilidad de excedencia de un 50%. Esto quiere decir que ese mes se han medido igual cantidad de caudales mayores que caudales menores a esa cantidad. Eso es la mediana (estadística), que se denota Qe, de la serie de caudales de ese mes. La media (estadística) es el promedio matemático de los caudales de ese mes y se denota {\displaystyle {\overline {Q}}}.

## Historia
Su nombre, según el misionero alemán Ernesto Wilhelm de Moesbach, viene del quechua markai markai, que significa "fácil de transportar", haciendo alusión a que el oro extraído por los indígenas era fácil de transportar a Perú. En otra hipótesis, el historiador Belarmino Torres Vergara sostiene que su nombre se debe a la duplicación de malghen, traducido al español como, "mujeres", ya que en los lavaderos de oro trabajaban mujeres.
Francisco Solano Asta-Buruaga y Cienfuegos escribió en 1899 en su obra póstuma Diccionario Geográfico de la República de Chile sobre el río Quilpué:
Quilpué (Río de).-—Riachuelo que tiene sus cabeceras en la vertiente occidental de la sierra de Malgamalga y que se halla en el límite nordeste del departamento de Casa Blanca con el de Limache. Corre de allí hacia el NO. por el primero de éstos, reuniendo sus ramas superiores que son los arroyos ó corrientes de agua de Malgamalga y de Reculemu; entra en seguida en el otro departamento y continúa en la misma dirección del noroeste por el lado sur de la aldea de su nombre ó Quilpué. Poco después penetra en el departamento de Valparaíso y va por medio del angosto valle de Viña del Mar á morir en la extremidad norte de la bahía de Valparaíso y á cosa de dos kilómetros al ONO. del pueblo del nombre del valle. Es de poco caudal y de un curso que no pasa de 50 kilómetros. En su parte superior corre estrechado entre cerros medianos y en la inferior entre riberas bajas y arenosas, tomando aquí la denominación de río de Viña del Mar; pero en tiempos anteriores se le llamaba en general río de Malgamalga y así aparece nombrado en el plano de 1713 del ingeniero francés Frezier. Primitivamente se le llamó, hacia sus cabeceras, río de las Minas por las de oro que explotó el Gobernador Pedro de Valdivia.
En la época prehispánica, los indígenas recogían oro de su cauce, para ser entregado como tributo al Inca; cuando llegaron los conquistadores, su producción de lavaderos se acrecentó. Esta producción comenzó a disminuir durante el siglo XVII.  El estero de Marga-Marga fue una de los primeros yacimientos de oro que encontraron los españoles en Chile.: 324 

## Población, economía y ecología
El estero Marga-Marga forma parte del potente sistema hidrológico que presenta la región de Valparaíso. Durante el recorrido del estero, se encuentran una  gran diversidad de especies en cuanto a la flora y fauna características de la región y de la zona. Estas especies son de carácter  nativo y su diversidad tornan al estero un corredor ecológico de una biodiversidad múltiple y compleja. 
El  desarrollo de la biodiversidad de especies en el estero Marga-Marga  y durante su recorrido se debe  en parte  a la existencia del caudal hídrico  que lo  cruza desde el sector cordillerano hasta el mar, permitiendo las condiciones de vida óptimas para el desarrollo de diferentes ecosistemas y sus variados tipos de especies.
De la fauna que habita en el estero Marga-Marga se reconocen principalmente las siguientes especies: el "Spalacopus cyanus", una especie de roedor nativo de Chile, que se caracteriza por su pelaje negro y que se encuentra en peligro de extinción. Se identifica también a la "Mariposa de Chagual", conocida por ser una de las mariposas más grandes de Chile ( midiendo hasta 11 cm como máximo) y que, actualmente, se encuentra en peligro de extinción., Por último también destaca la presencia de la "Golondrina chilena", especie característica chilena.

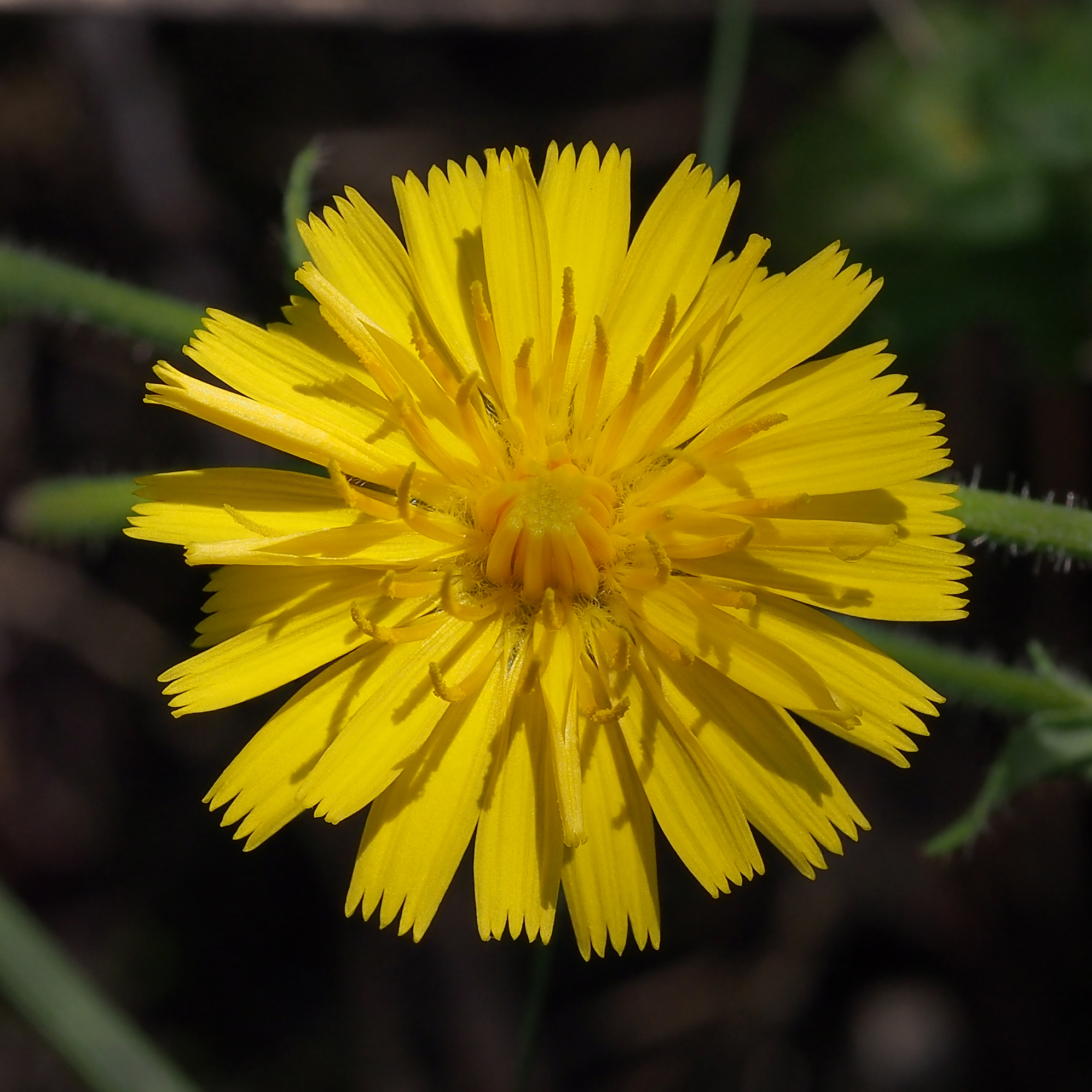
La flor conocida como "Dientes de León" y su nombre científico "taxacomun officinale" es una especie vegetativa que se hace presente dentro de la biodiversidad de especies del estero Marga-Marga, se reconoce por su altura y abundancia.

En relación con la flora del lugar abundan los "Chaguales"  plantas que llegan alcanzar los tres metros de altura, "Dientes de León" (Taraxacum officinale) reconocidos por su aporte de vitaminas A,B,C y D.,también está presente la "Añañuca" , flor que se caracteriza por crecer preferentemente bajo arbustos y flores, y que se destaca por ser una de las primeras en florecer después de las lluvias.
La zona alta y media de esta cuenca hidrográfica está dentro de los límites de la reserva de la biósfera, caracterizándose por ser una zona rural no muy intensiva y por conservar algunos ecosistemas naturales en buen estado.
Se hace presente también  el bosque esclerófilo en las zonas de carácter más húmedas. También  hay presencia de las especies introducidas como el  Aromo.

### Servicios Ecosistémicos
El estero Marga-Marga presenta diversos servicios ecosistémicos  dentro de los cuales se destacan a nivel general los siguientes: 
- El control con relación a las inundaciones, la recarga de aguas de carácter subterráneas, la retención y exportación de sedimentos y nutrientes, la reserva de la biodiversidad, la recreación y turismo, entre otros. 
- En términos de valorización, por su aporte al paisaje y su valor cultural e incluso, económico.  
- También se le considera y da un valor al estero como un  parque fluvial destacando como patrimonio urbano del paisaje  de la ciudad de Viña del Mar. El parque fluvial lo que pretende es entregar  un valor como patrimonio urbano paisajístico a una escala más local, en este caso desde la comuna de Viña del Mar para así revitalizar los frentes de agua como una problemática global.  

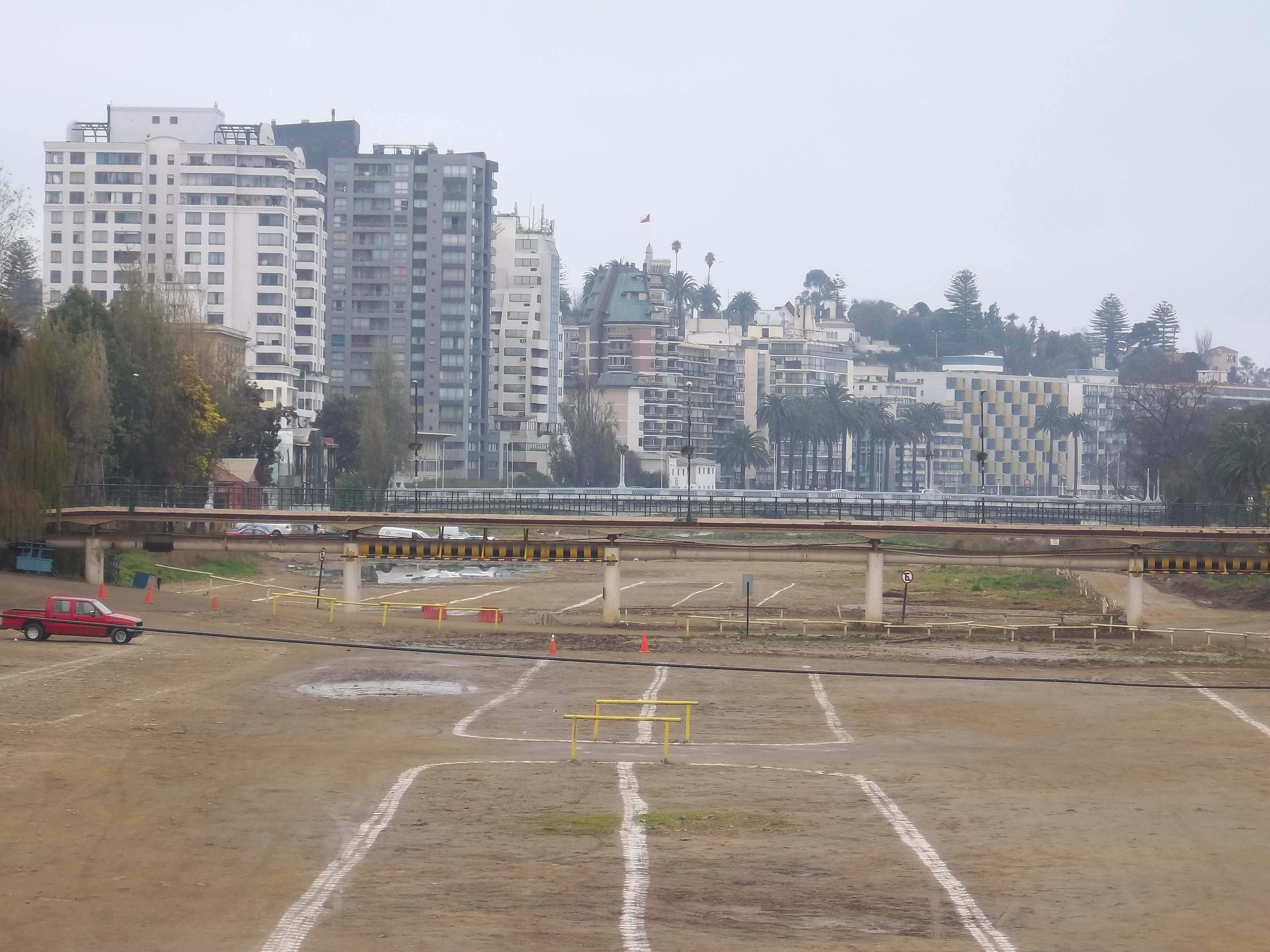
Puente Libertad sobre el Estero Marga Marga hacia el oeste, donde se puede observar un uso del espacio como estacionamientos.

### Amenazas
Dentro de las diferentes amenazas y acciones que estarían impactando al estero Marga-marga se pueden reconocer las siguientes:
1) Cambio de uso de suelo, relacionado con la extensión y expansión urbana en relación con proyectos inmobiliarios que rodean el trayecto del estero Marga-Marga. En este sentido, el avance inmobiliario se ha potenciado y está ligado al crecimiento urbano del centro de la ciudad de Viña de Mar, Quilpué, Villa Alemana y Valparaíso.
Esta expansión urbana expone y vulnera los ecosistemas que se forman a lo largo del trayecto del estero Marga-Marga, poniendo en riesgo la alteración de ellos y la desaparición de las especies que conforman su biodiversidad. 
Este tipo de amenaza surge como consecuencia de las políticas públicas mal implementadas en donde además, su desarrollo no contempla un foco sustentable, lo que ha provocado que se deteriore la Biósfera en general y desde la población el poco manejo de información al respecto y por lo tanto falta de consciencia.
2)La contaminación a la que está expuesto el estero, en este sentido, uno de los casos más reconocidos es en relación con la rotura del colector de aguas servidas, que está ubicado en el lecho del curso fluvial., Este tipo de accidentes genera un impacto negativo en el estero, ya que la contaminación provoca  una brusca disminución de oxígeno en el agua del estero lo que amenaza la flora y fauna que lo habita.
Este tipo de contaminación pertenece a la categoría de contaminación industrial ya que son las  empresas constructoras las principales  responsables de que se desarrolle este tipo de desastres
3)Riesgo por inundación, producto de la manera en que está des-regularizado el crecimiento inmobiliario  de Viña del Mar., A esto se le suma también   los eventos de marejadas producto de un sistema y evento atmosférico, tales como los  sistemas frontales. El estero ha sufrido situaciones de desborde en las cuales han terminado afectando ciertos tramos del estero en donde se le ha dado otro uso al espacio por ejemplo, la ubicación de ferias como también se han impartido zonas de estacionamientos de vehículos, estos usos del espacio han surgido dentro del estero sin antes prever los riesgos a los que se pueden exponer usos nuevos "usos de espacio" dentro del Marga-;Marga, afectando de manera directa a la materialidad de estos en eventos tales como los sistemas frontales que contraen fuertes marejadas y también el aumento considerable de las precipitaciones en un solo día a lo que se le llamaría eventos extremos.
4) Respecto a la alteración de la calidad visual y valorización del paisaje del estero Marga-Marga producto de la transformación del uso respecto a ciertos tramos a lo largo del trayecto del estero en el cual, surgen ciertos tramos que se han visto expuestos  y alterados producto de su intervención, justamente en zonas donde se hacen presente humedales que son parte del estero Marga-Marga.
La responsabilidad de que estos hechos ocurran recae en diferentes actores, por lo general, las inmobiliarias son el principal protagonista responsable de la alteración de los ecosistemas tales como los humedales que se encuentran dentro del estero en donde pueden llegar incluso a su desaparición., también se agrega, la responsabilidad a escala comunal desde el municipio con respecto a los permisos otorgados de hacer un uso diferente del espacio dentro del estero Marga-Marga sin previa fiscalización.
Por último, otros actores también se identifican como responsables, por ejemplo; que desde autoridades locales elaboren "Planes de Seguridad Municipal de la Ciudad Jardín", donde se buscaba terreno para intervenir y evitar inundaciones coincidiendo en zonas del trayecto donde se ubican humedales y a través de la ejecución de estos planes se  terminan interviniendo estos ecosistemas. Si bien, este tipo de plan es una medida preventiva para la población se deja de lado buscar una manera más sustentable para el desarrollo de estos planes y así no generar un desastre ecológico.

### Conservación
La necesidad de conservar el estero Marga-Marga se ha propiciado desde diferentes organizaciones, debido a la riqueza en la flora y fauna del lugar. Han sido los vecinos y la ciudadanía de las comunas y zonas aledañas a él quienes han creado redes comunicacionales con diversas organizaciones para contrarrestar las amenazas socio-ambientales que enfrenta el estero.
Es así como las organizaciones han provocado reuniones para buscar soluciones y proteger el estero de, por ejemplo, malas regulaciones de planificación urbana, considerando su conservación como misión central.  
También han surgido durante los últimos diez años  plataformas respecto a la conservación del estero Marga-Marga que han pretendido a través de la reunión de firmas y suscripciones proteger ciertas especies de animales, vegetación y ecosistemas  presentes en el estero, en este caso la protección de la especie  "Coipos"  y el humedal del estero Marga- Marga. Esta medida se impulsó a través de los vecinos que viven alrededor del estero Marga-Marga junto al Centro Cultural y Recreativo Ponga (CCRP) de Viña del Mar., El objetivo del CCRP  es que la municipalidad  gestione planes estratégicos profesional al ecosistema del humedal  y que se mantenga una fiscalización y cuidado permanente.
Desde el ministerio del medio ambiente se ha impulsado un "Plan Nacional de Protección de Humedales del Ministerio del Medio Ambiente", en donde el programa  contempla 40 humedales a nivel nacional priorizados a tener que ser protegidos entre 2018 y 2022 a través de diferentes figuras de conservación con el fin de detener el  deterioro de los humedales y preservar su biodiversidad. En la región de Valparaíso tres humedales serán parte de este plan, sin embargo el estero Marga-Marga considerado como un humedal no está considerado dentro de este plan nacional de protección.